# Adolphe Sunaert

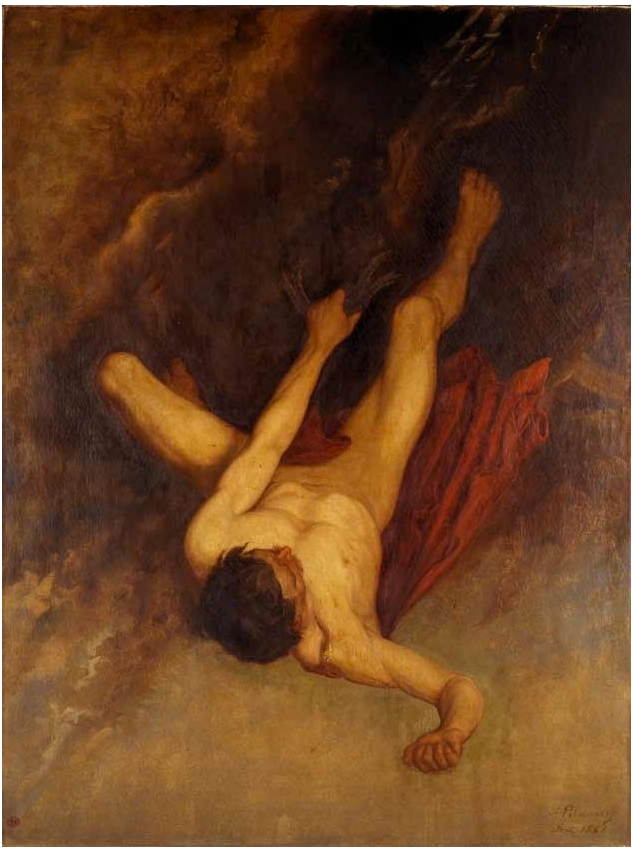
Adolphe Sunaert, De Val van Phaëton.

Adolf Sunaert (Gent, 27 november 1825 - aldaar, 17 april 1876) was een Belgisch kunstenaar.

## Levensloop
Sunaert was burgerlijk ingenieur van opleiding, maar ontwikkelde zich tot een veelzijdig kunstenaar. Zo specialiseerde hij zich in textielontwerp en weeftechnieken, tekende karikaturen en schilderde klassieke scènes in Rubensiaanse stijl.
Zijn De Val van Phaeton (1868) wordt bewaard in het Gentse Museum voor Schone Kunsten.
Hij was actief in liberale middens, onder meer als bestuurslid in het Willemsfonds.